# Хобултова
Хобултова́ (раніше також Хоболтова́, Хо́болтово, Хо́болтов, Хо́болці) — село в Україні, у Зимнівській сільській громаді Володимирського району Волинської області.
Населення становить ▼680 осіб (зареєстровано станом на 01.01.2024 р.).

## Географія
Село розташоване між річкою Риловиця та автошляхом Н22. На південь від села розташована річка Свинорийка. Русла обидвох річок випрямлені та сполучені з великою кількістю меліоративних каналів. Довкола села розташовуються ліси: Житанський, Когилянський, Голотов (на північ, названий за колишніми власниками Голотами), Вільов (на північний схід, названий за колишнім власником Вільгельмом Рудніцьким) та Микулицький.

## Історія

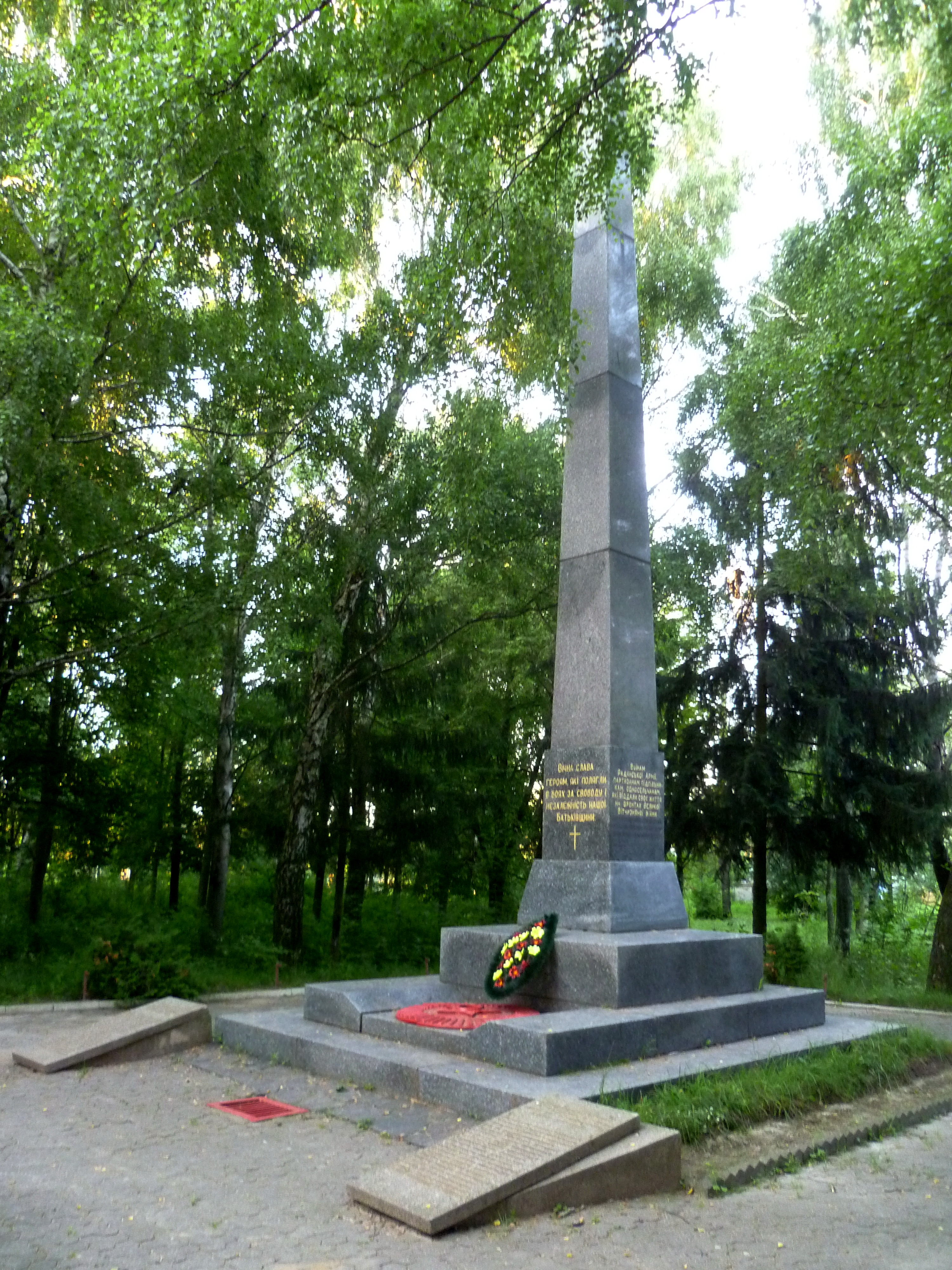
Пам'ятник воїнам-визволителям і загиблим односельцям 1965 р.

Братська могила радянських воїнів

Територія села була заселена ще в давні часи. За 0,6 км насхід від села в урочищі Корчунок у 1930 році було відкрите давньоруське поселення розміром 80×30 м, на поверхні розораного ґрунту знайдено залізну булаву, уламки кераміки з періоду мандрівки народів — меч, нараменники, знаряддя праці, посуд доби бронзи (III тисячоліття до н. е.). В урочищі Бегета в грабовому лісі є декілька курганів про що писав Цинкаловський О. М.
Інше поселення давньоруського часу (ХІ–ХІІІ ст.) розташоване за 1 км на південь від села на пологих схилах берегів гирла безіменного струмка (права притока р. Свинорийки) – біля мосту шосейної дороги Хобултова–Хмелівка. Обстежене розвідкою В. Коноплі 1986 року. З території орного поля зібрані уламки вінець 12 екз. та стінок – 37 екз. горщиків, частина яких орнаментована врізними прямолінійними борозенками.

### Перші згадки
Перша непряма згадка Хобултови відноситься до 24 квітня 1490 року, коли великий князь Казимир надав князям Олександру та Михайлу Санґушковичам село Хвалимичі і „висилав дворянина свого Копила і казав з намісником своїм з князем володимирським Олександром Санґушковичем тих Хобултівців а Хвалимичів о тую землю досмотріти“, після чого за пізнішими свідченнями „вони там виїздили і тую землю тим Хобултівцям від'їхали, і грані закопали по старих границях“.
Вперше “Хоболтово” згадується в історичних документах 20 липня 1509 року, тоді воно належало володимирському зем'янину Костянтину Івановичу Хоболтовському королівському товмачу. Раніше належала до Володимирського замку подарував король Олександр своєму товмачеві Івашку, батькові Констянтина Хоболтовського, однак усі документи, які би це підтверджували були втрачені під час пожежі в Хобултівському маєтку, внаслідок чого, пізніше, князі Хоболтовські не змогли підтвердити своє дворянство.
А вже у 1518 році польський король Жиґимонт надає Костянтину Хоболтовському грамоту на право стягати мито з проїжджих купців. На 1545 рік, згідно з люстрацією володимирського замку, Хобултова була власністю панів Костюшковичів. Останні також стягували мита з купців, але робили це самовільно, не маючи грамоти від короля. У 1570 році в маєтку Костюшковичів було 60 димів, 20 городників і 6 боярських дворів. Населення займалося хліборобством, було кілька ремісників.
Справжнім лихом для селян були усобиці феодалів, збройні наїзди на сусідні маєтки. Такі наїзди Костюшковичів стали особливо частими наприкінці XVI і в першій половині XVII століття. Пограбоване майно вони перевозили до свого маєтку. Але одночасно й інші феодали чинили збройні наскоки на Хобултову, під час яких знищували межові знаки, розорювали і грабували господарства селян. Посилення кріпосницького гніту і наїзди викликали численні втечі селян. Тому Хобултова майже не зростала в 1628 році тут було всього 45 димів.

### Повстання Хмельницького
Коли звістка про перемоги козацького війська на чолі з Богданом Хмельницьким у 1648 році дійшла до Волині, на боротьбу з шляхтою повстали і українські селяни Володимирського повіту, в тому числі і мешканці Хобултови.
Посиленню визвольного руху на Волині сприяли козацькі загони, які Богдан Хмельницький відрядив до Володимирського повіту. Частина жителів приєдналася до них. У вересні-жовтні 1648 року всією Волинню, у тому числі і Хобултовою, заволоділи повсталі селяни і козацькі війська. Але після укладення Зборівської угоди 1649 року до села знову повернулася шляхта і жорстоко розправилася з повстанцями. Посилився соціальний і національний гніт. Селян примушували відбувати щоденну панщину. Багато хобултовців відступили разом з козацькими загонами Хмельницького за Дніпро і там оселились.
У 1649 році з 4 димів у Хобултові та 6 в Глоботинській Вільці, які належали Катерині з Розтопчів Зимницькій, станом на 1629 рік, залишилося 2 і 5 димів відповідно. У 1650 році у власності Зузанни Костантової Напольської (вдови Бенедикта Костюшковича-Хобултовського), у Хобултові було 3 дими, а у Глоботині 1 дим. У 1651 році у власності Миколая Зимницького у Хобултові було 2 дими, а в Лоботинській Волиці — 3. В держанні Андрія Радзимінського було 4 та 1 дим відповідно.
Під час козацько-татарського нападу 23 жовтня 1652 року на село у власності Шимона Костюшковича-Хобултовського було 20 димів, у Яна та Григорія було 9 димів, що на 5 менше ніж минулого року. У маєтках Ярослава Потія у Хмелеві Великому, Підгайцях і Хобултові залишилось разом 40 димів, що на 24 менше ніж було до того.
У 1654 році у Шимона Костюшковича у частинах Хобултови та Глоботина було 8 димів, тобто на 4 менше, ніж у 1653 році.
Після третього поділу Польщі в 1795 році Хобултова, як і вся Західна Волинь, ввійшла до складу Російської Імперії. На той час у селі налічувалося 46 дворів і 209 жителів.

### У складі Російської Імперії
У 1906 році село Микулицької волості Володимирського повіту Волинської губернії. Відстань від повітового міста 10 верст, від волості 5. Дворів 51, мешканців 493. Збільшення населення і пов'язане з цим безперервне дрібнення селянських господарств поглиблювали майнову нерівність.
Численних страждань населенню Хобултови завдала Перша світова війна 1914—1918 рр. 60 % працездатних чоловіків віком від 21 до 50 років мобілізували. Це поставило селянські господарства в скрутне становище — відчувалася нестача робочої сили. З наближенням фронту переважна більшість населення евакуювалася в східну частину України і в Росію. У травні 1915 року, коли царська армія, зазнавши поразки, відступила на схід, Хобултову, як і всю Західну Волинь, зайняли австро-німецькі війська.
Наприкінці 1918 року австро-німецькі загарбники залишили село, на зміну їм прийшла Армія УНР. В травні 1919 року в село прийшла польська армія. В серпні 1920 року Червона армія захопила Хобултову.
За Ризьким мирним договором село в складі Західної України відійшло до Польщі. У 1921 році за даними перепису населення в Хобултові та фільварку жило 689 чоловік, у тому числі 339 українців, 290 поляків. Аграрні реформи польського уряду забезпечували інтереси заможної частини населення, своїх осадників. Станом на 1930 рік у селі розташовувалися маєтки Ґолембйовської Ядвіґи, Качковського Маріана (маєток Наленчувка), Рудніцьких Вільгельма й Вінцентія. Після парцеляції 142 селянським господарствам Хобултової належало 863 га землі. Однак ця земля була розподілена нерівномірно між господарствами. 12 мали до 1 га, 67 від 1 до 5 га. Це були селяни-бідняки, які становили 62 % усіх господарств села. 39 господарств, або 27,5 %, мали земельні наділи від 5 до 10 га. 15 господарств мали від 10 до 25 га. Тому через соціальне, релігійне, національне гноблення, в селі не було ні української школи, ні іншого культурного закладу, частина населення щиро повірила в агітацію КПЗУ. У 1934 році у Хобултові відбулася багатолюдна маївка, напередодні якої у селі вивісили червоні прапори, розклеїли плакати й листівки з антипольськими та антибуржуазними гаслами.

### У роки Другої Світової війни
19 вересня 1939 року у село ввійшла 25-а Чапаєвська дивізія Червоної Армії. Хобултова перейшла до СРСР згідно з пактом Молотова-Рібентропа. Було створено тимчасові комітети, які насамперед передали селянам поміщицькі землі. Із вересня 1939-го у Хобултовій відкрилися початкова українська школа, хата-читальня, медпункт, а у 1940 році був створений колгосп «Нове життя». Головою артілі став З. Я. Місан. Першими головами сільської ради були Степан Іванович Захарчук та Василь Никифорович Шелест.
Вже 24 червня 1941 року Хобултову окупували німецько-фашистські загарбники. Поряд з селом проходила залізниця Володимир-Волинський-Війниця, яка була повністю зруйнована в 1943 році УПА.
У 1941 році з села було вивезено 2 єврейські сім'ї до Володимирського гетто, де були вбиті наступного року.
Першою трагічною і досить суперечливою подією в селі, яку пов'язують з майбутнім польсько-українським протистоянням стало здійснене 11 квітня 1943 року вбивство сім'ї Рудніцьких (Вілів), а саме поляка (за матір'ю німця) Вільгельма Рудніцького, його дружину німкеню або чешку та чотирьох синів (за деякими даними одного з них, 20-річного Болеслава прибили до фрамуги вікна), можливо також двох гостей зі Львова, окрім того вбитими були 3 робітниці, одну з яких, 18-річну, ніби-то зґвалтували, за одними даними — всі польки, за іншими серед них була українка, тіла вбитих скинули до льоху, оскільки цей напад був вчинений задовго до масових міжнаціональних вбивств, та після нападу не зникли цінні речі, то цей напад, як вважала в той час більшість, був здійснений з особистих мотивів, до того ж знайомими сім'ї, оскільки двері в будинок були відчиненими самими господарями і не було знайдено жодних слідів боротьби. За іншими даними, нападниками могли бути і члени УПА, оскільки Вільгельм Рудніцький мав німецьке, тому вважався фольксдойчем, а його син, теж Вільгельм був призначений керівником німецького штатсгуту в колонії Галинівка, де відзначався жорстоким ставленням до українців.
В 1943 році відбулося кілька нападів польської поліції та німецького гестапу, які приходили з пляцувок Володимирівка та Фалемичі. На початку липня польське населення покинуло Хобултову. Перший напад було вчинено після 12 липня 1943 р., коли командуванням "Січі" на Вовчаку був організований сход УПА та українського населення околиці в селі Бегета. Цього дня було вбито 35 або 36 чоловік: Адамовича Григорія і його дружину, Голячук Меланію (50 р.), Захарчука Архипа, Захарчука Івана Микитовича (64 р.), Захарчук Катерину Семенівну (45 р.), Захарчука Пархома (60 р.), Корнисюк або Корнещук (старшу жінку), Костюка і його дружину, Кушнірук Варвару, Левчук Ганну (важкохвору), Левчук Онисію (60 р.), Марчука Пилипа (45 р.) його дружину Дарію (40 р.), Мельничук Марину, Мельничук Пелагею (60 р.), Ничипора Володимира, Токарів (чоловіка, дружину та 3 дітей), Шустерів (сім'я з 4 осіб), а мешканці села Вовк Стах (70 р.), Вовк Марія, Максимюк Андрій (55 р.), Ляшко Іван, Ляшко Іванна, Маніщук (70-річна), Музичук Юхим (30 р.), ще й були спалені. Більшість загиблих становлять старші та хворі люди, оскільки молодь при наближенні німців заздалегідь покинули село, побоюючись чергової облави на примусові роботи в Німеччині. Того ж дня поляками було спалено дерев'яну церкву Різдва Пресвятої Богородиці з дзвіницею, збудовану в 1770 році.
Більшість вцілілих будинків були розібрані поляками та вивезені до Володимира. В колишньому маєтку Мар'яна Качковського в серпні 1943 року був влаштований штатсгут та постерунок польського шуцманшафту. Українське населення села до січня 1944 року було змушене переховуватися в лісах та інших селах. Всього в селі Хобултова від кількаразових нападів загинуло 42 українців. У вбивствах брали участь поляки Окульський Броніслав, Окульський Олексій, Павельчак, Пільцак Юзеф.
14 серпня бійцями УПА було страчено українця-шпигуна Каленика Пузовця та його дружину польку (за іншими даними 6-особову родину Калеників та ще трьох поляків). Також за польськими даними, не підтвердженими українським мещканцями села, було вбито: 27 серпня — 46-літнього Миколая Лашевського, 6 вересня ― Гелену Коздру та Розалію Кеніґ, 9 вересня ― 20-річного Єжи Масєюка, того ж місяця ― українця, його тестя, дружину та 4 дітей. За спогадами Марії Бучковської, 26 серпня 1944 року було вбито близько 20-ти чоловіків, поляків які косили в полі. З 40 дворів, які були на 1940 рік у селі, 26 були спалені польськими та німецькими військами, точна кількість загиблих не встановлена.
Багато хобултівців воювали в складі партизанського загону ім. Кірова. 17 липня 1944 року частини 1-го Українського фронту підійшли до Хобултови і зав'язали бій з гітлерівськими військами на околиці села поблизу Фалемичівської дачі. 18 липня 1944 року німці відступили.

### У складі СРСР
Була відновлена сільська рада, малоземельним і безземельним селянам було нарізано землю. Силами громадськості було відремонтовано й обладнано приміщення школи, яка у 1949 році стала семирічкою, для неї збудували нове приміщення, обладнали кабінети, поповнили бібліотеку новою літературою, тоді 15 учителів навчали 180 учнів. Для переростків і сільської молоді відкрили вечірню школу. В 1950 році побудували клуб, почала діяти художня самодіяльність. 1948 року знову організували артіль, в якій об’єдналися 163 господарства. Головою правління обрали П. Кушнірука. Була організована будівельна бригада, яка протягом 1948—1951 рр. звела 3 конюшні, критий тік, 2 корівники, свинарник, телятник, вівцеферму, зерносушарку, зерносховище, громадське приміщення для колгоспу та 33 житлові будинки. У 1951 році до хобултівського колгоспу приєдналися Підгайці, господарство взяло назву «Шлях Леніна», очолив його Микола Гловацький. Село повністю електрифікували, провели радіо. Протягом 1953—1955 рр. близько 100 сімей з допомогою артілі переселилися з хуторів у село. Зокрема, бригада І. І. Гаврилюка звела 57 будинків для родин колгоспників.
У 1964 році збудували нове цегляне двоповерхове приміщення восьмирічної школи, яка з 1987 року стала одинадцятирічною.
До двадцятиріччя перемоги у Другій світовій війні в новому парку був зведений обеліск в пам'ять загиблих односельців та воїнів-визволителів.
До 1967 року всі хуторяни переселились у село. Тут з’явилися нові вулиці Московська (сучасна Київська), Жовтнева (сучасна Сонячна), Шкільна, Нова. За післявоєнні роки споруджено 220 житлових будинків. У центрі села було зведено двоповерховий адміністративний будинок, у якому містилася сільська рада, контора колгоспу і відділення зв’язку. Споруджено бригадний клуб, 1965р. — дитячий садок на 140 місць, пожежне депо. В колгоспі механізований кормоцех, майстерня для ремонту тракторів.
Центром культурного життя став Палац культури, для якого на кошти колгоспу в 1962 р. збудовано двоповерхове приміщення з залом на 370 місць. На другому поверсі розмістилася бібліотека з читальним залом. 1989 року було побудоване приміщення сільської ради, на першому поверсі також розмістилося поштове відділення, АТС та медпункт.

### Незалежна Україна
З моменту проголошення незалежності України село входить до Волинської області, Володимирського району.

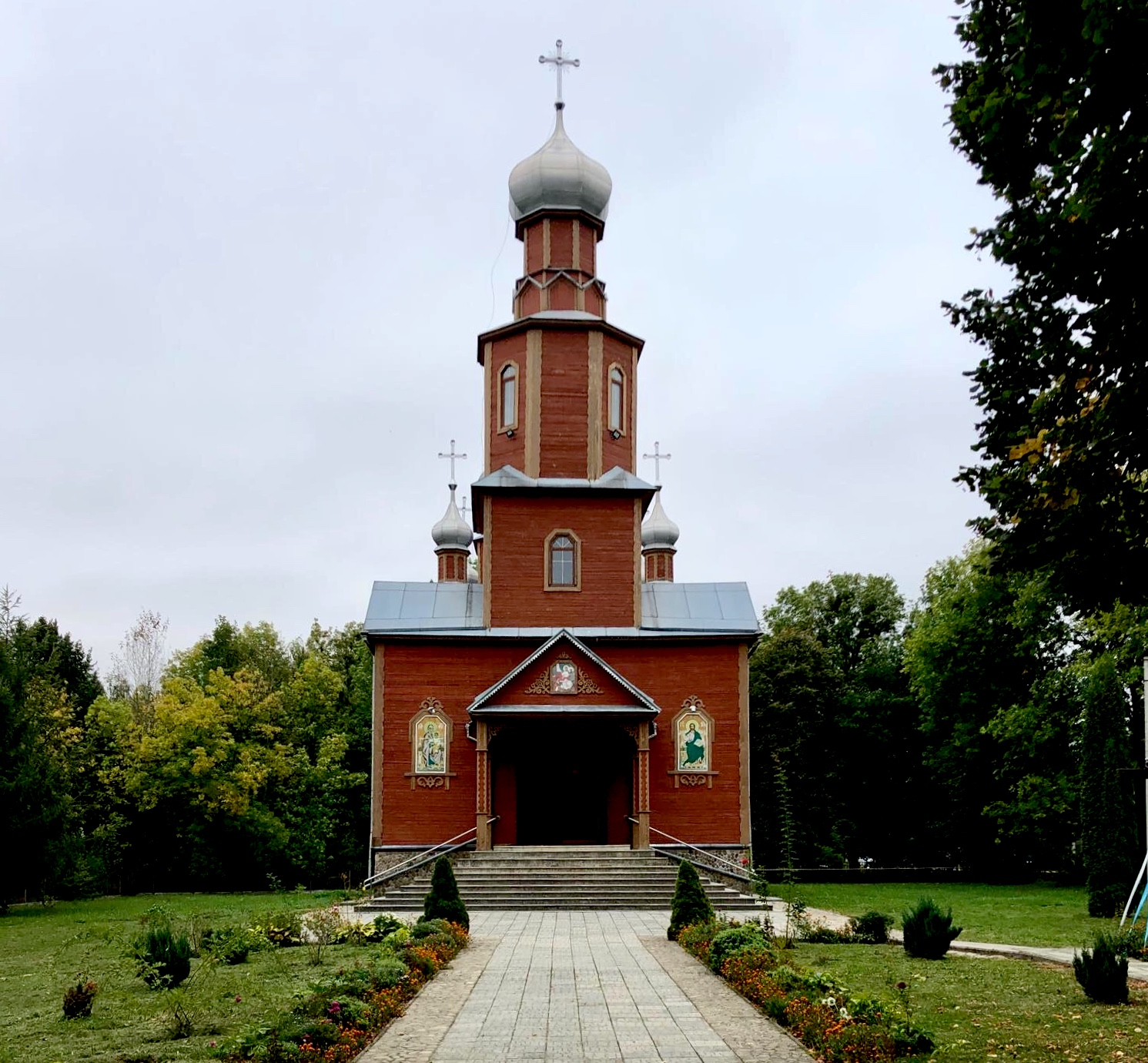
Храм Різдва Пресвятої Богородиці

У 1995 році в сільському парку збудували нову дерев'яну церкву Різдва Пресвятої Богородиці у складі Київського Патріархату, а нині ПЦУ. Розписував храм та іконостас заслужений художник України Серветник Станислав Мар'янович.
25 квітня 2018 року Хобултова увійшла у склад Зимнівської ОТГ.
30 червня 2019 року у селі відбувалося святкування в честь 510-річчя від першої згадки про Хобултову.
12 червня 2020 року, відповідно до розпорядження Кабінету Міністрів України № 708-р «Про визначення адміністративних центрів та затвердження територій територіальних громад Волинської області», увійшло до складу Зимнівської сільської територіальної громади.
19 липня 2020 року, в результаті адміністративно-територіальної реформи та ліквідації  Володимир-Волинського району(1940—2020), село увійшло до новоутвореного Володимир-Волинського району (від 18 липня 2022 Володимирського).

## Інфраструктура
Станом на грудень 2021 року село складається з восьми вулиць:
- Шосейна
- Сонячна (колишня Жовтнева)
- Шевченка
- Шкільна
- Нова
- Першотравнева
- Київська (колишня Московська)
- Молодіжна

На території села знаходяться два парки.
У селі розташований заклад дошкільної освіти «Веселка».
Послуги середньої освіти надає ліцей, у якому навчаються 82 учні, зокрема з сусідніх сіл: Підгаєць, Хмелівки, Микулич та працює 20 учителів. Ліцей обладнаний сучасним спортзалом та стадіоном.
Заклади культури представлені будинком культури і бібліотекою в підпорядкуванні «Центру культури та дозвілля» Зимнівської сільської ради, також функціонує шкільна бібліотека, яка забезпечує підручниками та літературою учнів.
Медичні послуги населенню надає фельдшерсько-акушерський пункт.
У селі працюють 3 продуктових магазини. Є відділення Укрпошти та Нової пошти.

## Населення
Згідно з переписом УРСР 1989 року чисельність наявного населення села становила 927 осіб, з яких 420 чоловіків та 507 жінок.
За переписом населення України 2001 року в селі мешкали 724 особи.
Згідно соціального паспорту громади, на 2020 р. у 256 дворах проживало 699 осіб. На 2021 р. проживає 729 осіб.
| вік      | 0-6 | 7-14 | 15-18 | 19-35 | 35-59 | 60+ | разом |
| -------- | --- | ---- | ----- | ----- | ----- | --- | ----- |
| чоловіки | 30  | 42   | 16    | 81    | 124   | 38  | 331   |
| жінки    | 19  | 42   | 15    | 77    | 122   | 93  | 368   |

### Мова
Розподіл населення за рідною мовою за даними перепису 2001 року:
| Мова       | Відсоток |
| ---------- | -------- |
| українська | 99,73 %  |
| білоруська | 0,14 %   |
| російська  | 0,14 %   |

## Особистості пов'язані з Хобултовою
- Богдан-Сушко Костюшкович (†1588) — дворянин господарський, боярин городоцький (1528), намісник луцький (1535), боярин гуляницький, підсудок, посол на сейм (1567), володимирський земський суддя (1566-1584).
- Францішек Качковський (нар. 1877, Хобултова — пом. 1962, Варшава) — син лікаря Генрика Качковського та Зигмунти Раціборської, полковник кавалерії війська польського.

## Цікаві факти
- Згідно легенди через Хобултову протікала річка Хоболт, від якої, за переказами і назване село, поблизу Луцького тракту на річці був став, далі вона впадала в Свинорийку. На кінці XIX століття став був спущений поміщицею Качковською, а річка осушена, для використання заболочених земель. На місці витоку колишньої річки, в урочищі Петрове болотце ще на початку століття було джерело, в колиньому руслі поблизу урочища Панський сад знаходиться болото, яке час від часу пересихає, від Панського саду тягнеться меліоративний канал, який належить до системи каналів Свинорийки.[18]
- Вперше Хобултова позначена, як Choboltow, на Спеціальній карті України (2-6 видання) Боплана та карті Чорної Русі Ніколи Сансона 1665 року.